# Поша (Словаччина)
Поша (словац. Poša) — село в Словаччині, Врановському окрузі Пряшівського краю. Розташоване в східній частині Словаччини в куті Східнословацької низовини вимеженому рікою Ондавою.
Уперше згадується у 1386 році.

## Храми
У селі є римо-католицький костел Найсвятішого серця Ісуса (1997), стара греко-католицька церква Різдва Пресвятої Богородиці (1721) в стилі бароко-класицизму та нова греко-католицька церква Різдва Пресвятої Богородиці (2000).

## Населення
| Рік:            | 1994. | 2004.    | 2014.    | 2024.   |
| --------------- | ----- | -------- | -------- | ------- |
| Кількість осіб: | 762   | 841      | 941      | 1010    |
| Різниця:        |       | +10,36 % | +11,89 % | +7,33 % |

| Рік:            | 2023. | 2024.   |
| --------------- | ----- | ------- |
| Кількість осіб: | 996   | 1010    |
| Різниця:        |       | +1,40 % |

У селі проживає 913 осіб.
Національний склад населення (за даними перепису 2001 року):
- словаки — 99,88 %,
- цигани — 0,12 %.

Склад населення за приналежністю до релігії станом на 2001 рік:
- греко-католики — 63,90 %,
- римо-католики — 33,78 %,
- православні — 0,12 %,
- не вважають себе вірянами або не належать до жодної вищезгаданої конфесії — 2,08 %.

## Галерея

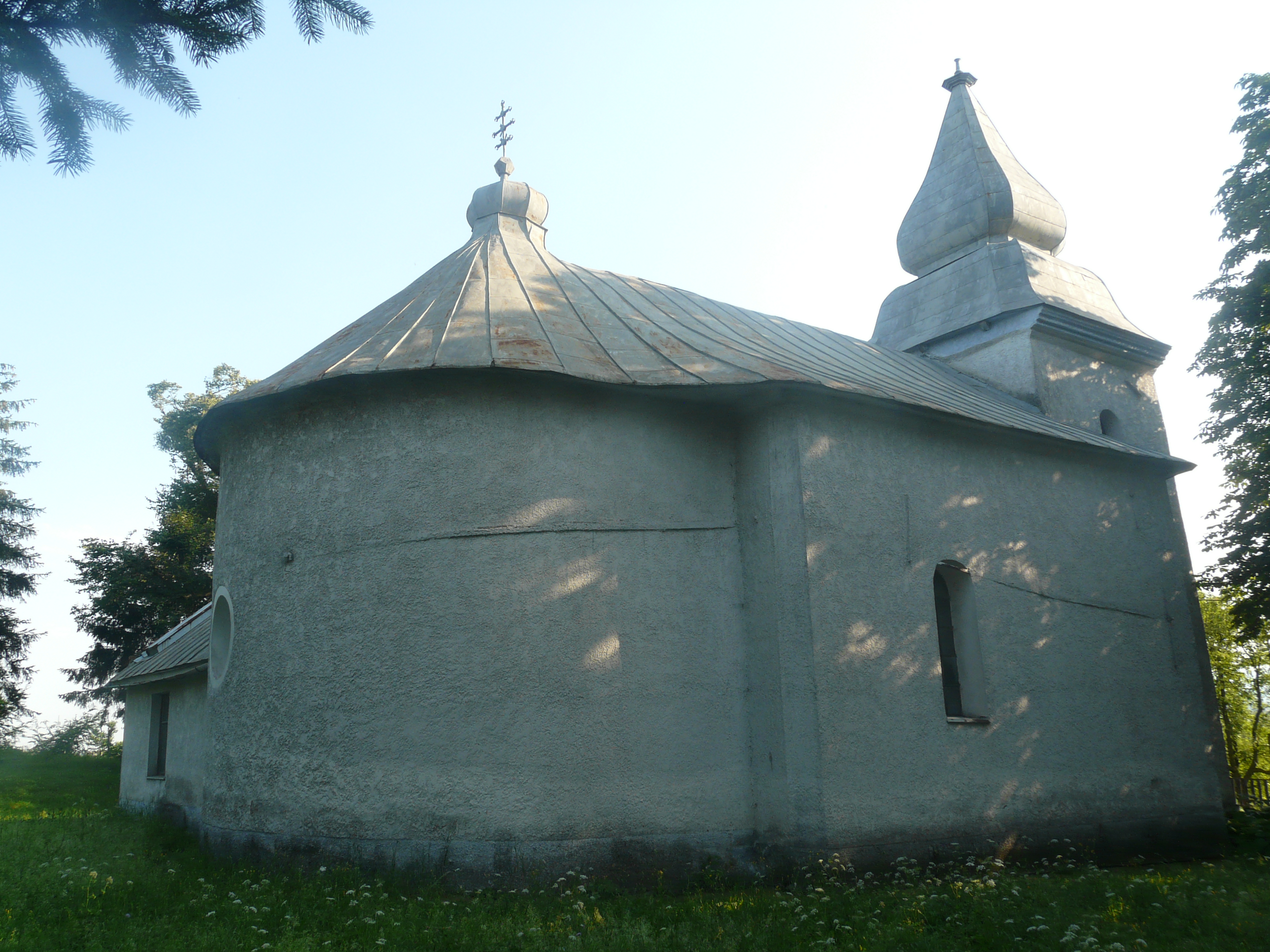
Стара греко-католицька церква.
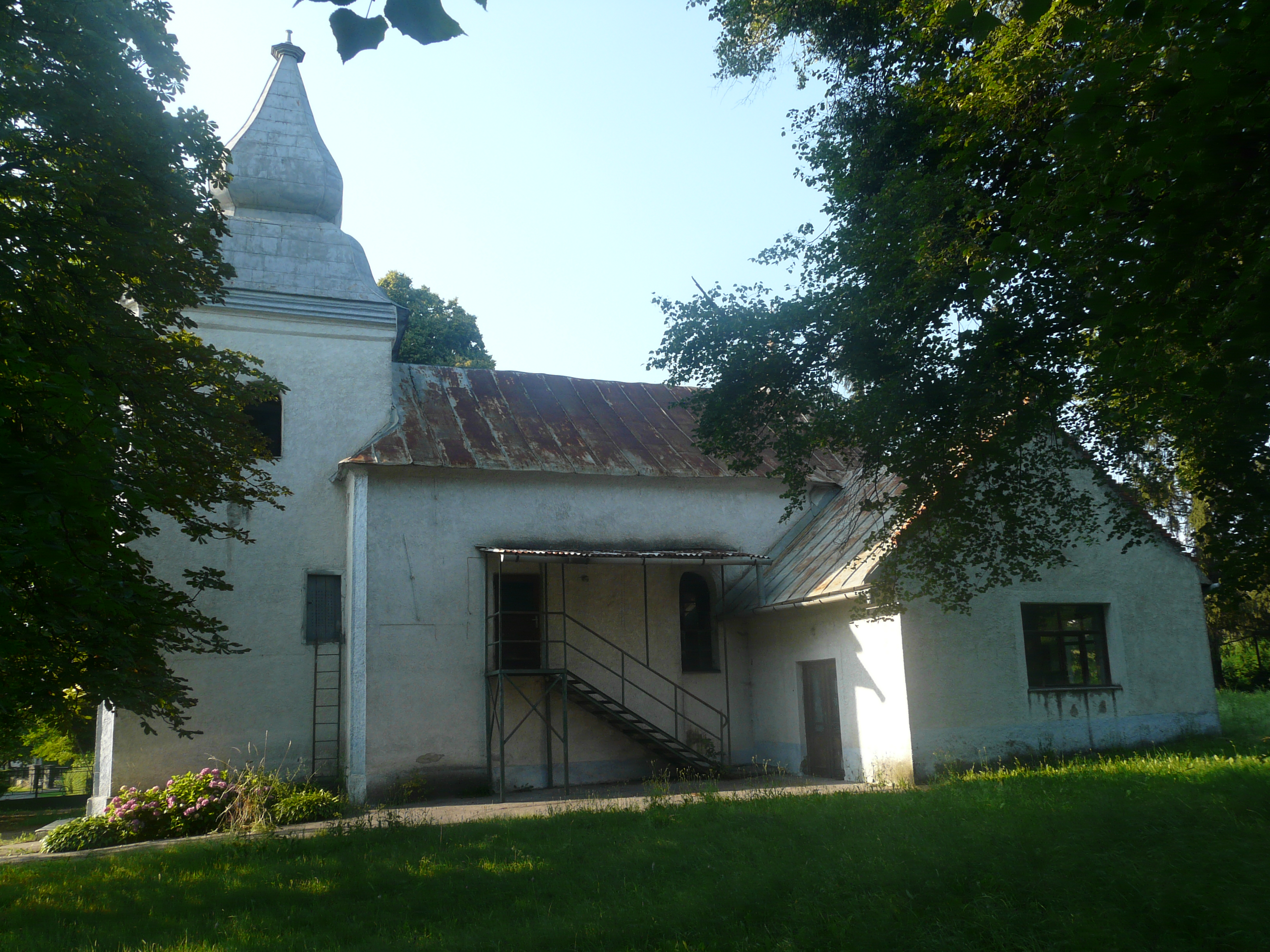
Стара греко-католицька церква.
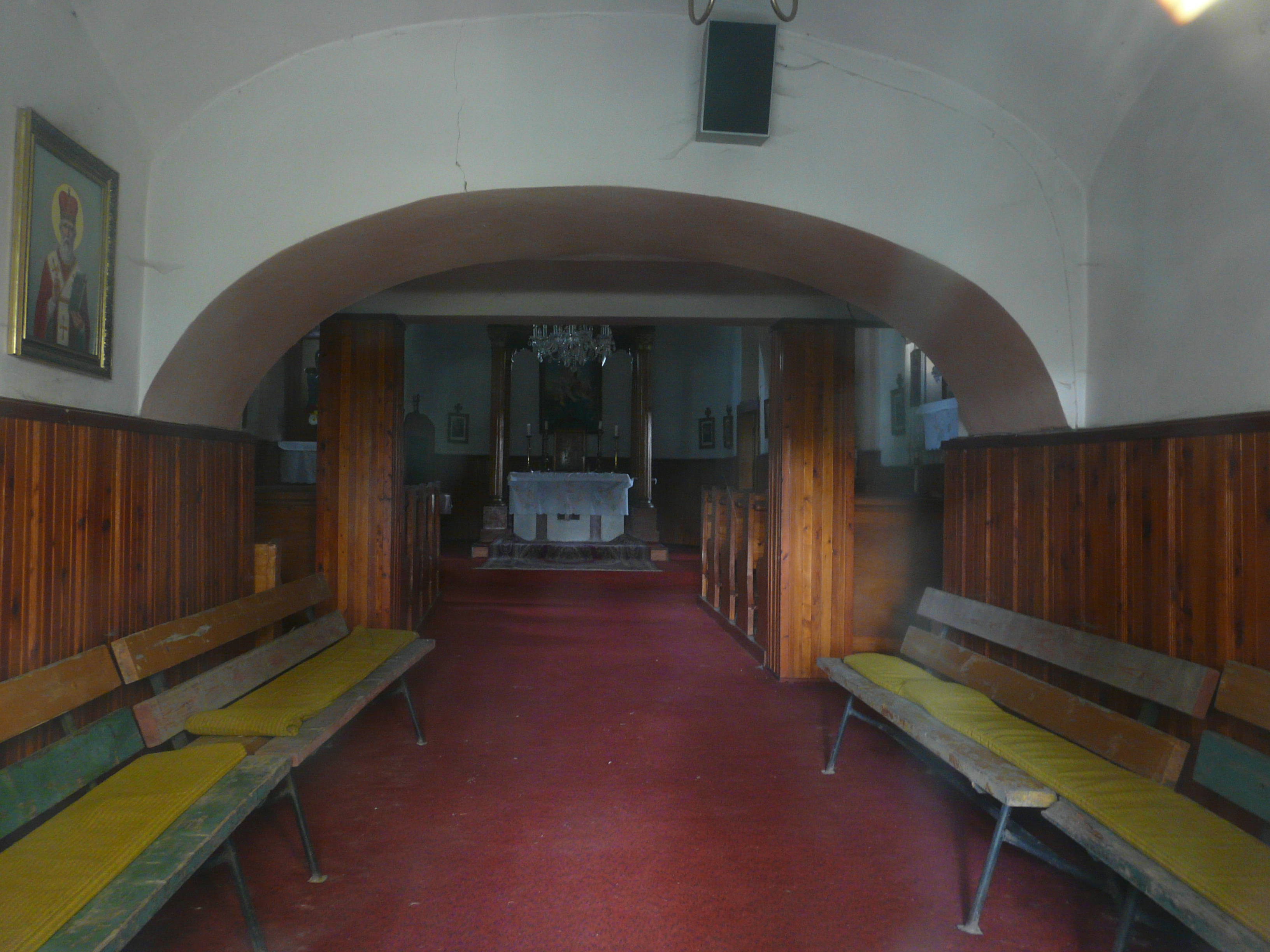
Стара греко-католицька церква- інтер'єр.
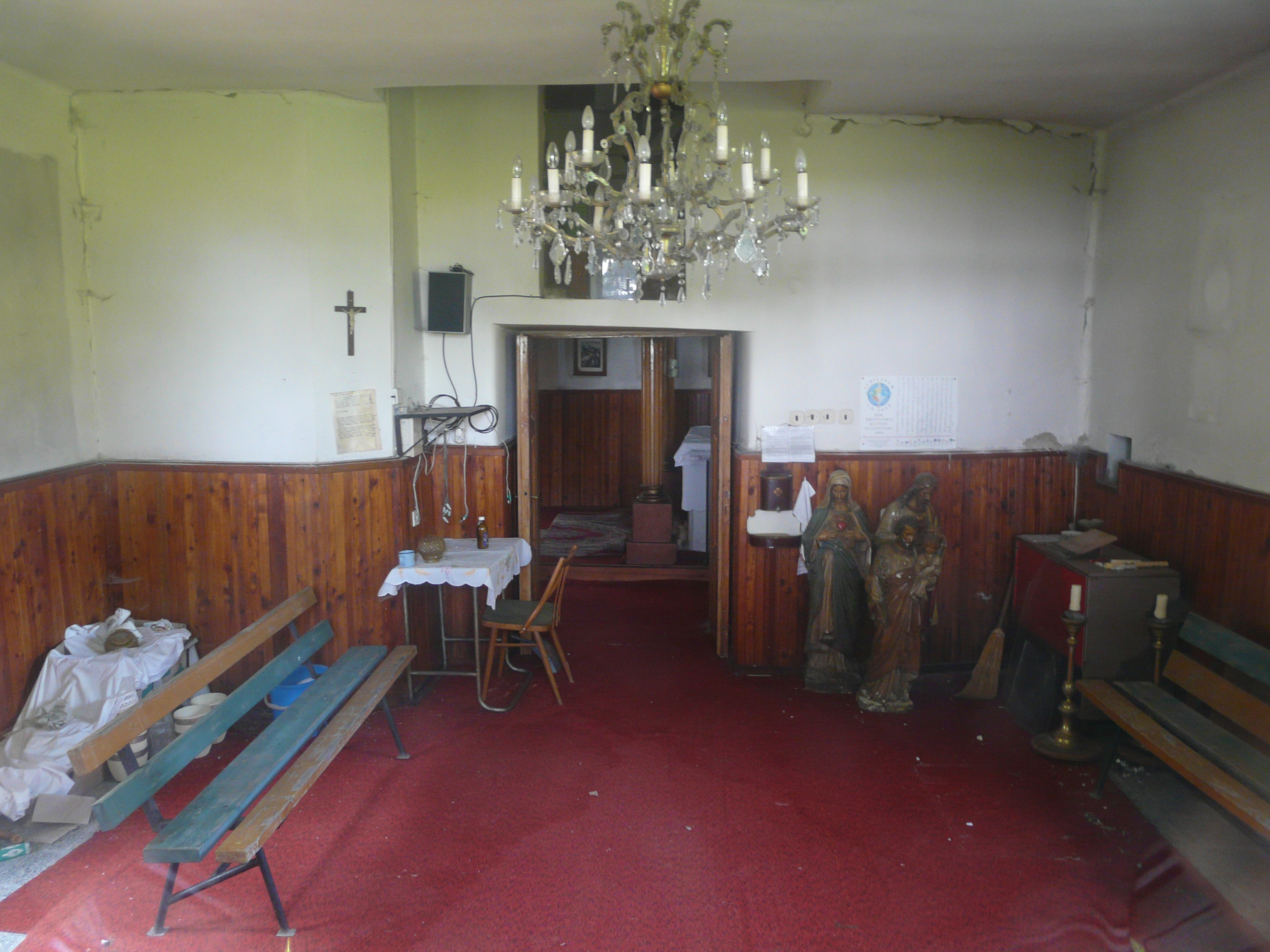
Стара греко-католицька церква- сакристія.
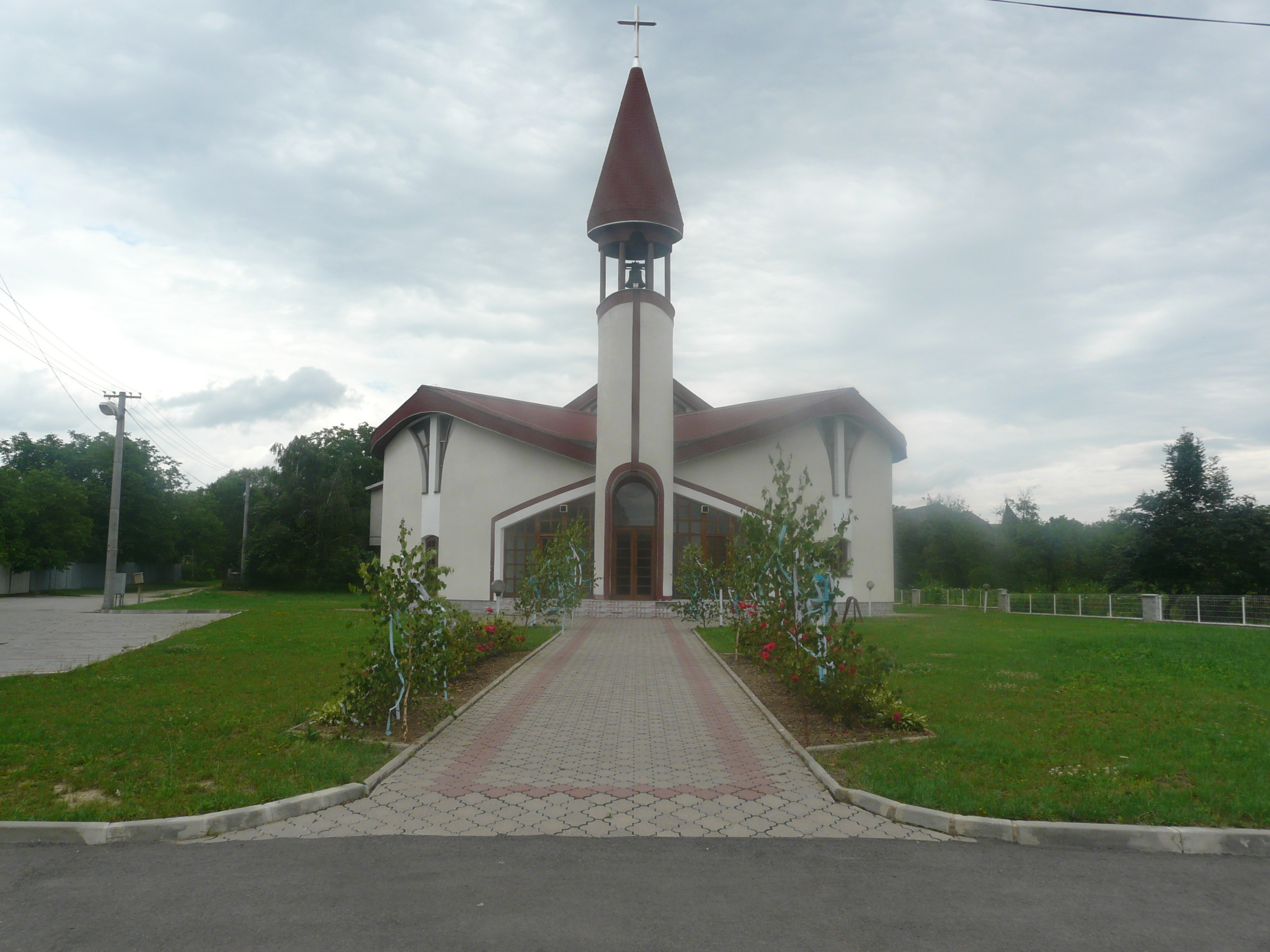
Римо-католицький костел Найсвятішого серця Ісуса.